# Букич, Энвер
Энвер Букич (словен. Enver Bukić; 2 декабря 1937, Баня-Лука — 22 февраля 2017) — словенский, ранее югославский, шахматист; гроссмейстер (1976). Экономист. 
Лучшие результаты в чемпионатах Югославии: 1967 — 2-е; 1974 — 2-4-е; 1976 — 2-е места. Участник 2 зональных турниров ФИДЕ. В составе сборной команды Югославии участник чемпионатов Европы (1970, 1973 и 1977). Лучшие результаты в международных турнирах: Белград (1968; турнир Освобождения) — 1-е; Олот (1973) — 3-5-е; Вршац (1975) — 1—2-е; Ульм (1976) — 1-3-е; Баня-Лука (1976) — 3-5-е; Марибор (1978) — 4-е; Тузла (1979) — 1-е; Баня-Лука (1981) — 5-е; Любляна (1981) — 4-5-е места. 

## Изменения рейтинга
| Графики недоступны из-за технических проблем. См. информацию на Фабрикаторе и на mediawiki.org. |